# Dreadnought (Computerspiel)
Dreadnought ist ein Online-Weltraumkampfsimulation, das vom deutschen Entwicklerstudio Yager Development und dem amerikanischen Entwicklerstudio Six Foot gemeinsam auf Basis der Unreal Engine 4 entwickelt wurde. Die Erstveröffentlichung fand im Dezember 2017 für PlayStation 4 und im Oktober 2018 für PC statt. Im Juli 2023 wurde der Spielbetrieb eingestellt. Als Publisher fungierte Grey Box.

## Spielbeschreibung
Der Spieler übernimmt als Captain das Kommando über unterschiedliche Raumschiff-Klassen, welche sich voneinander durch Vor- und Nachteile in der jeweiligen Schiffsklasse voneinander abgrenzen, etwa Geschwindigkeit, Wendigkeit, Panzerung und auf unterschiedliche Waffensysteme und Typen zurückgreifen. Die Gefechte laufen als 8-vs-8-Matches ab und erfordern ein gewisses Maß an Teamfähigkeit und Strategie um im Dreidimensionalen Raum zu operieren. Dem Spieler stehen über 70 Schiffe in fünf unterschiedlich spezialisierten Klassen zur Verfügung, welche individuell angepasst werden können. Im Spielablauf spielen koordinierte Angriffe und gezieltes Feuer eine wichtige Rolle um den Gegner schnell und wirkungsvoll außer Gefecht zu setzen oder Verbündete zu unterstützen. Die typische Spielrundenzeit dauert etwa zehn Minuten.

## Entwicklung
Die Entwicklung von Dreadnought wurde auf der Branchenmesse E3 2014 offiziell für PC angekündigt. Am 29. April 2016 begann eine geschlossene Beta-Phase. Anmeldungen waren für interessierte Spieler seit August 2015 möglich, Käufer einer kostenpflichtigen Vorbesteller-Version wurden jedoch bevorzugt. Im Dezember 2016 wurde eine konsolen-exklusive Fassung für die PlayStation 4 angekündigt. Diese erhielt auch als erstes einen als „Havoc“ bezeichneten Horde-Modus.
Dezember 2017 wurde die Beta-Phase für die PlayStation 4 beendet und das Spiel offiziell veröffentlicht. Im Oktober 2018 verließ auch die PC-Version die offene Beta-Phase. Bereits kurz nach der Veröffentlichung auf PC musste Co-Entwickler Six Foot große Teile seiner Belegschaft entlassen, da der finanzielle Erfolg hinter den Erwartungen zurückblieben. Am 15. Dezember 2022 verkündeten die Entwickler den Server-Shutdown zum 19. März 2023 und damit das Aus für das Spiel. Nach reichlich Kritik wurde die Einstellung des Spiels auf den 7. Juli 2023 verschoben.